# Banana (canción)
Banana (La bolita) es una canción interpretada por la agrupación musical mexicana Garibaldi, incluida originalmente en su segundo álbum de estudio Que te la pongo (1991). Esta canción fue lanzada como el primer sencillo oficial del disco por su discográfica Cargo Music Entertainment en abril de 1991 y es una de las más exitosas de la agrupación ya que se situó en los primeros lugares de las listas de popularidad de la radio mexicana.

## Otros datos
Esta canción es considerada un clásico en la música pop mexicana y latinoamericana de igual forma junto con otros éxitos noventeros de esa época. En el año 2008 la canción estuvo dentro de la lista de las 100+ grandiosas canciones de los años noventa en español hecha por el canal VH1 Latinoamérica en la posición 62 del conteo.
En 2022 la canción formó parte la gira musical 90's Pop Tour junto con otros de sus más grandes éxitos musicales, compartiendo escenario con otras bandas más como OV7, Magneto, Kabah y otros artistas musicales.

## Lista de canciones

### CD - Vynil Single[10]
| Que te la pongo — Single |                   |          |  |
| N.º                      | Título            | Duración |  |
| 1.                       | «Que te la pongo» | 4:10     |  |
| 2.                       | «Hot Mix»         | 7:57     |  |
| 3.                       | «Tropi Mix»       | 7:30     |  |
| 4.                       | «Banana»          | 3:56     |  |
| 5.                       | «Cha Cha Cha Mix» | 7:09     |  |
| 6.                       | «Merengue Mix»    | 5:30     |  |

## Video musical
Fue grabado y lanzado en 1990. Se muestra a los integrantes cantando en vivo en una presentación, donde hacen y bailan coreografías improvisadas al ritmo de la canción. 